# منتخب بلغاريا لكرة اليد للسيدات
منتخب بلغاريا لكرة اليد للسيدات هو الممثل الرسمي لبلغاريا في رياضة كرة اليد. شارك في بطولة العالم لكرة اليد للسيدات مرتين حقق في المشاركة الأولى المركز العاشر وفي الثانية المركز الثاني عشر.